# Zofia Posmysz

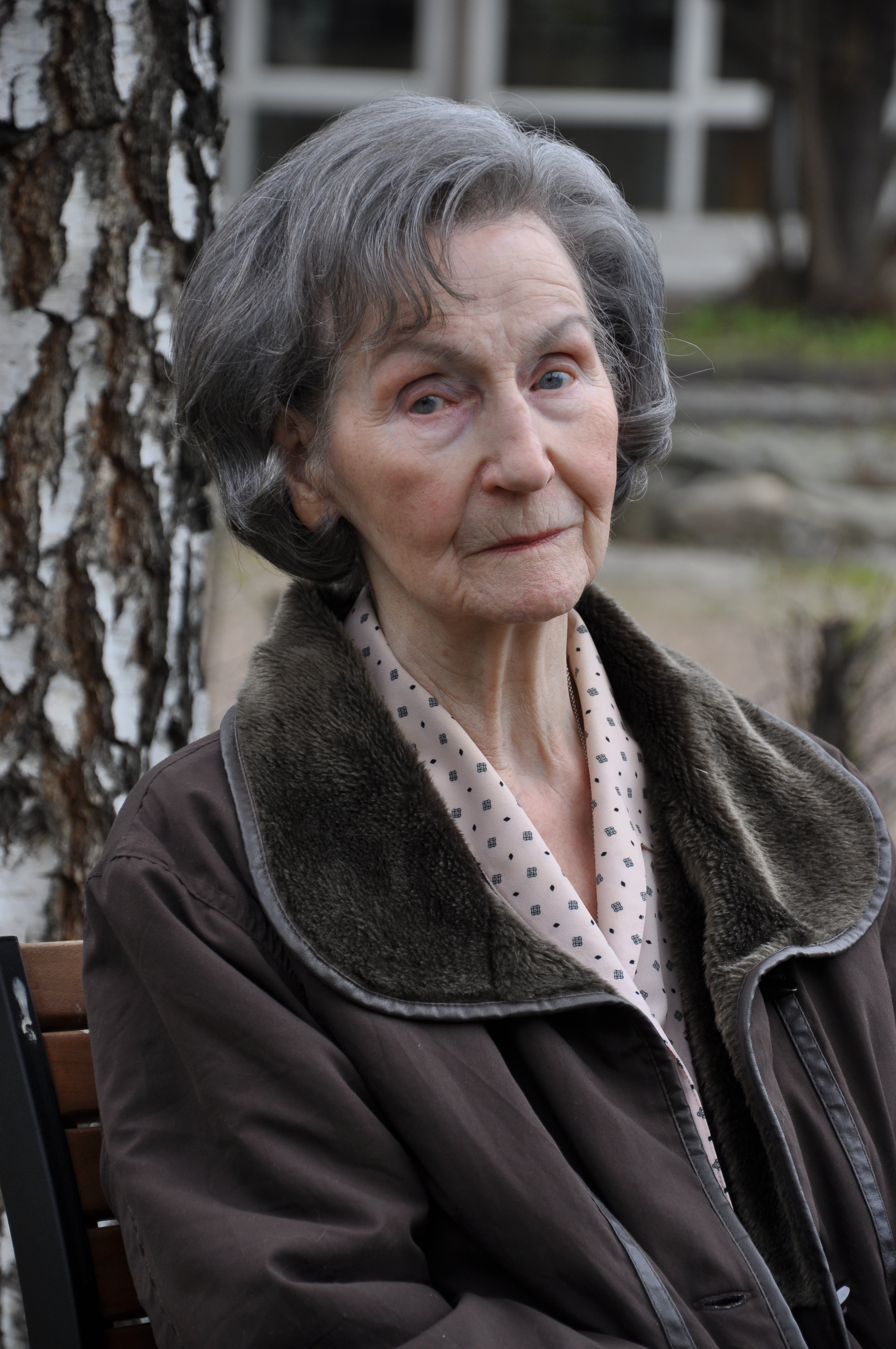
Zofia Posmysz (2012)

Zofia Posmysz (verheiratete Zofia Posmysz-Piasecka; * 23. August 1923 in Krakau; † 8. August 2022 in Oświęcim) war eine polnische Widerstandskämpferin, KZ-Überlebende, Redakteurin und Autorin.

## Leben

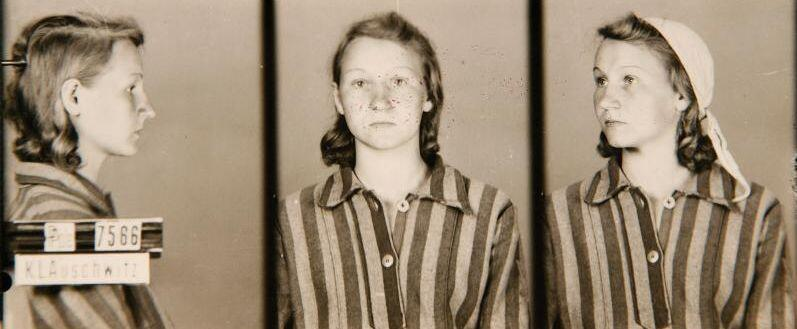
Posmysz als Inhaftierte des KZ Auschwitz (1942)

Posmysz wuchs als Tochter eines Eisenbahners im Krakauer Stadtteil Prokocim auf und engagierte sich während der deutschen Besetzung Polens nach 1939 im polnischen Widerstand. 1942 wurde sie, damals 18 Jahre alt, von der Gestapo in Krakau beim Verteilen von Flugblättern verhaftet und nach wochenlangen Verhören in deutsche Konzentrationslager verschleppt. Nach zweieinhalb Jahren im KZ Auschwitz-Birkenau (Frauenlager, Landwirtschaftskommando) kam sie in das KZ Ravensbrück und später in das KZ Neustadt-Glewe, wo sie am 2. Mai 1945 von der Roten Armee befreit wurde.
Nach dem Ende des Zweiten Weltkrieges studierte sie bis 1952 Polonistik an der Universität Warschau und arbeitete bei Radio Polen als Kulturredakteurin. Bereits 1945 war ihr Debütwerk Znam katów z Belsen… erschienen, in dem sie ihre Erfahrungen als KZ-Inhaftierte verarbeitete. 1960 erschien ihr Hörspiel W Jezioranach über die Geschichte einer polnischen Bauernfamilie.
Für Aufsehen sorgte ihr Hörspiel Pasażerka z kabiny 45 (deutsch Die Passagierin aus Kabine 45), das 1962 zugleich als Buch veröffentlicht wurde. Es diente als Vorlage zu Mieczysław Weinbergs 2006 konzertant uraufgeführten Oper Die Passagierin sowie Andrzej Munks Spielfilm Die Passagierin, der wegen eines tödlichen Autounfalls des Regisseurs erst 1963 Premiere feierte.
2015 war Posmysz eine von 19 Überlebenden des KZ Auschwitz-Birkenau, deren Erzählung in die umfassende Titelreportage Die letzten Zeugen des deutschen Nachrichtenmagazins Der Spiegel aufgenommen wurde. Acht verschiedene Porträts Überlebender, gestaltet von den Fotografen Sara Kewkowicz und Dmitrij Leltschuk, wurden als Cover ausgesucht und abgedruckt, eines davon jenes von Posmysz.
Posmysz, die sich bis zuletzt für mehrere Gedenk- und Bildungseinrichtungen engagierte, starb rund zwei Wochen vor ihrem 99. Geburtstag in einem Hospiz in Oświęcim.

## Zitat
„Mich hat Auschwitz nie verlassen.“

## Werke
Auf Polnisch erschienene Werke:
- Znam katów z Belsen… (1945) (Ich kenne die Henker aus Belsen)
- Pasażerka (1962; 1963 verfilmt von Andrzej Munk)
- Przystanek w lesie (1965, Erzählungen) (Haltestelle im Walde)
- Cierpkie głogi (1966, Drehbuch, verfilmt 1966 von Janusz Weychert) (Bittere Hagebutten)
- Mały (1970, Drehbuch, verfilmt 1970 von Julian Dziedzina) (Der Kleine)
- Wakacje nad Adriatykiem (1970) (Ferien an der Adriaküste)
- Mikroklimat (1975) (Mikroklima)
- Drzewo do drzewa podobne (1977) (Der Baum, an anderen Baum ähnelnd)
- Cena (1978) (Der Preis)
- Ten sam doktor (1981) (Derselbe Doktor)
- Wdowa i kochankowie (1988) (Die Witwe und die Liebhaber)
- Do wolności, do śmierci, do życia (1996) (Zur Freiheit, zum Tode, zum Leben; deutscher Titel: Befreiung und Heimkehr)

Auf Deutsch erschienen:
- Die Passagierin. Nachdruck der 1969 im Berliner Verlag Neues Leben erschienenen Ausgabe als Book on Demand. BoD – Books on Demand, Norderstedt 2010 (Übersetzung: Peter Ball)
- Urlaub an der Adria. Verlag Neues Leben, Berlin 1985 (Übersetzung: Hubert Schumann)
- Die Passagierin. Zofia Posmysz über Auschwitz, ihr Buch und Weinbergs Oper. Gespräch mit Manfred Sapper and Katarzyna Wróbel. In: Osteuropa. Band 60, Nr. 7. Berliner Wissenschafts-Verlag, Juli 2010, ISSN 0030-6428, S. 146–155, JSTOR:44935777.
- Christus von Auschwitz. Herausgeber: Stiftung für die IJBS und Konrad Adenauer Stiftung in Polen. Oświęcim 2011, 2014 (2. erweiterte Auflage)
- Befreiung und Heimkehr. BoD – Books on Demand, Norderstedt 2014 (Übersetzung: Sabine Leitner)

## Ehrungen
- 1964 – Auszeichnung – Ritterkreuz des Ordens Polonia Restituta (dt.: Orden der Wiedergeburt Polens, zweithöchste zivile Auszeichnung in Polen)
- 1970 – Offizierskreuz des Ordens Polonia Restituta
- 1976 – Preis des Komitees für Rundfunk und Fernsehens für Erfolge im Gebiete der Hörspiele
- 2007 – Witold-Hulewicz-Preis
- 2008 – Preis des Ministers für Kultur „für bedeutende Erfolge in der Förderung polnischer Kultur“
- 2012 – Bundesverdienstkreuz am Bande[4]
- 2015 – Jahreskongress und DIALOG-Preis der Deutsch-Polnischen Gesellschaft Bundesverband
- 2020 – Orden des Weißen Adlers[5]

## Rezeption
- Ihre Novelle Pasażerka diente auch dem Libretto von Alexander Medwedew für die Oper Die Passagierin, op. 97 von Mieczysław Weinberg, als Vorlage; deren szenische Uraufführung erfolgte am 21. Juli 2010 bei den Bregenzer Festspielen, sie wurde u. a. vom Wielki-Theater (Wielkiego Opera Narodowa) übernommen.